# 鹿児島紡績所
鹿児島紡績所（かごしまぼうせきじょ）は、かつて薩摩国鹿児島郡鹿児島近在吉野村磯（現在の鹿児島県鹿児島市吉野町）にあった紡績工場。1867年（慶応3年）に薩摩藩によってに創設された日本初の紡績工場である。

## 概要

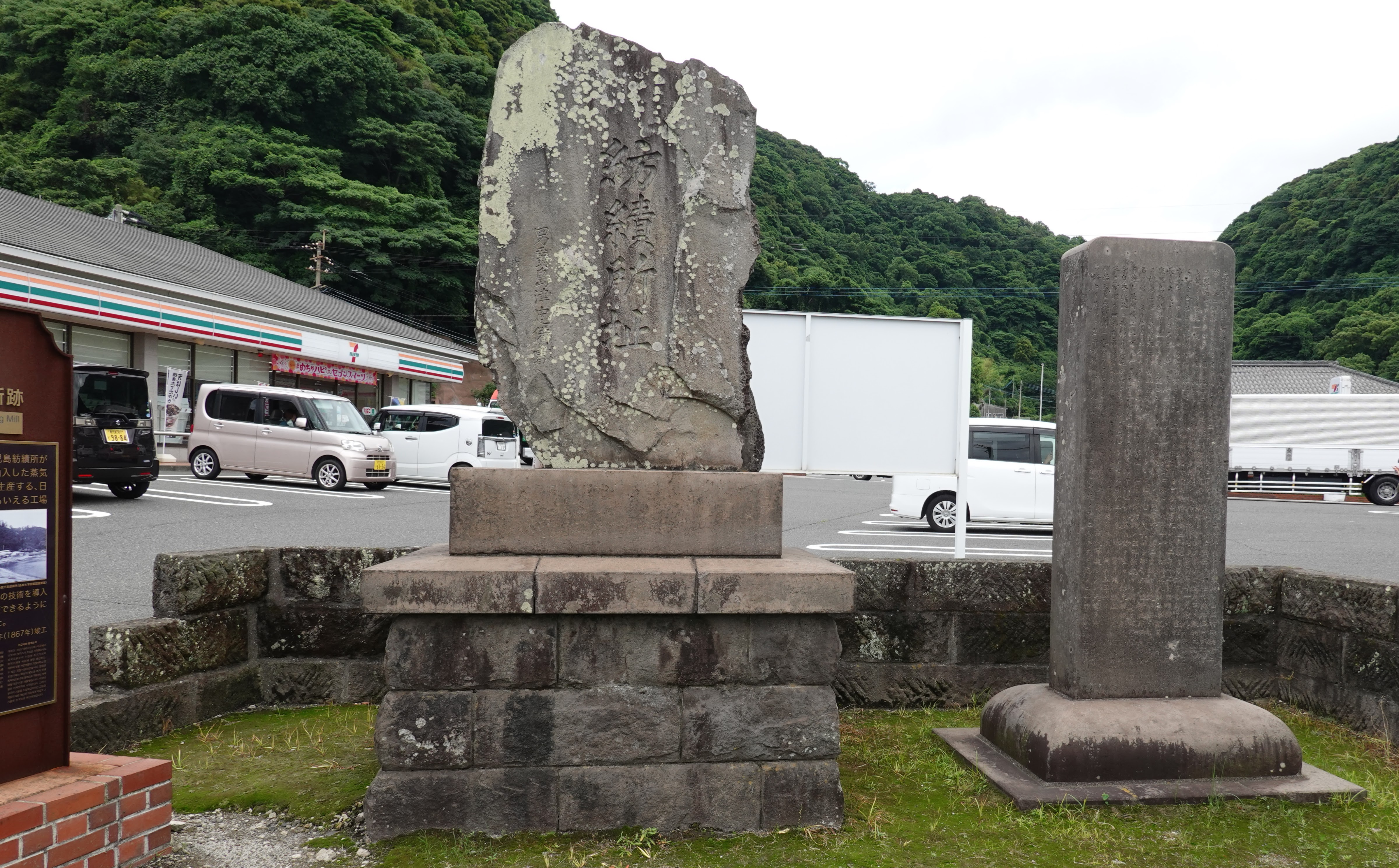
鹿児島紡績所址

同じく薩摩藩により堺に創設した堺紡績所（大阪府堺市堺区）、江戸幕府により創設された鹿島紡績所（東京都北区）とともに始祖三紡績といわれる。
紡績所跡地は「鹿児島紡績所跡」として国の史跡に指定され、現存建造物である旧鹿児島紡績所技師館は国の重要文化財に指定されている。
鹿児島紡績所の技師館である「旧鹿児島紡績所技師館」（通称：異人館）については「#技師館」節にて述べる。

## 歴史
嘉永4年（1851年）に薩摩藩主に就任した島津斉彬は、藩の近代化・工業化を図り、鹿児島城下郊外の磯別邸周辺に多くの工場の建設を始める。安政4年（1857年）に一連の工場群は「集成館」と命名された。
安政5年（1858年）に島津斉彬が急逝し、集成館事業は一時衰退するが、5年後に起きた薩英戦争によりその重要性が再認識され、五代友厚や石河確太郎らの建言に基づいて、藩は西洋の学問を奨励するとともに英国へ留学生を派遣、西洋の新しい技術や機械を積極的に導入することになった。
慶応元年（1865年）英国への留学生を引率した五代や新納久脩は、プラット・ブラザーズ社から紡績機械を購入し、同時に工場建設や技師の派遣も依頼した。
紡績機械は開綿機・梳綿機、錘精紡機・力織機など150台余りがあった。他に蒸気機関も導入、翌年3月には司長イー・ホームをはじめシリングフォードなど4人の技師が鹿児島に入り、工場建設が始まった。
慶応3年（1867年）には、工場長ジョン・テットローが機械とともに到着、随行した2名の技師も加わって計7人となり、同年5月に日本初の洋式機械紡績所が竣工、勝手方用人の松岡正人が紡績所総裁に就任した。
原料の綿花はおもに関西方面から買い入れ、職工200人余りが1日10時間の就業で、180㎏を紡いだという。明治2年には白木綿6万5千反、かすり2千600斤ほどを生産しており、おもに関西方面で売却された。
明治4年に「商通社」となり、1897年（明治30年）に閉鎖された。
1959年（昭和34年）2月25日に、旧技師館が「鹿児島紡績所技師館（異人館）」の名称で国の史跡に指定された。その後、2010年の発掘調査の結果、隣接地から鹿児島紡績所の本体の基礎部分の遺構が検出されたため、2013年（平成25年）10月17日付けで史跡の指定範囲が追加され、指定名称が「鹿児島紡績所技師館（異人館）」から「鹿児島紡績所跡」に変更された。

## 技師館

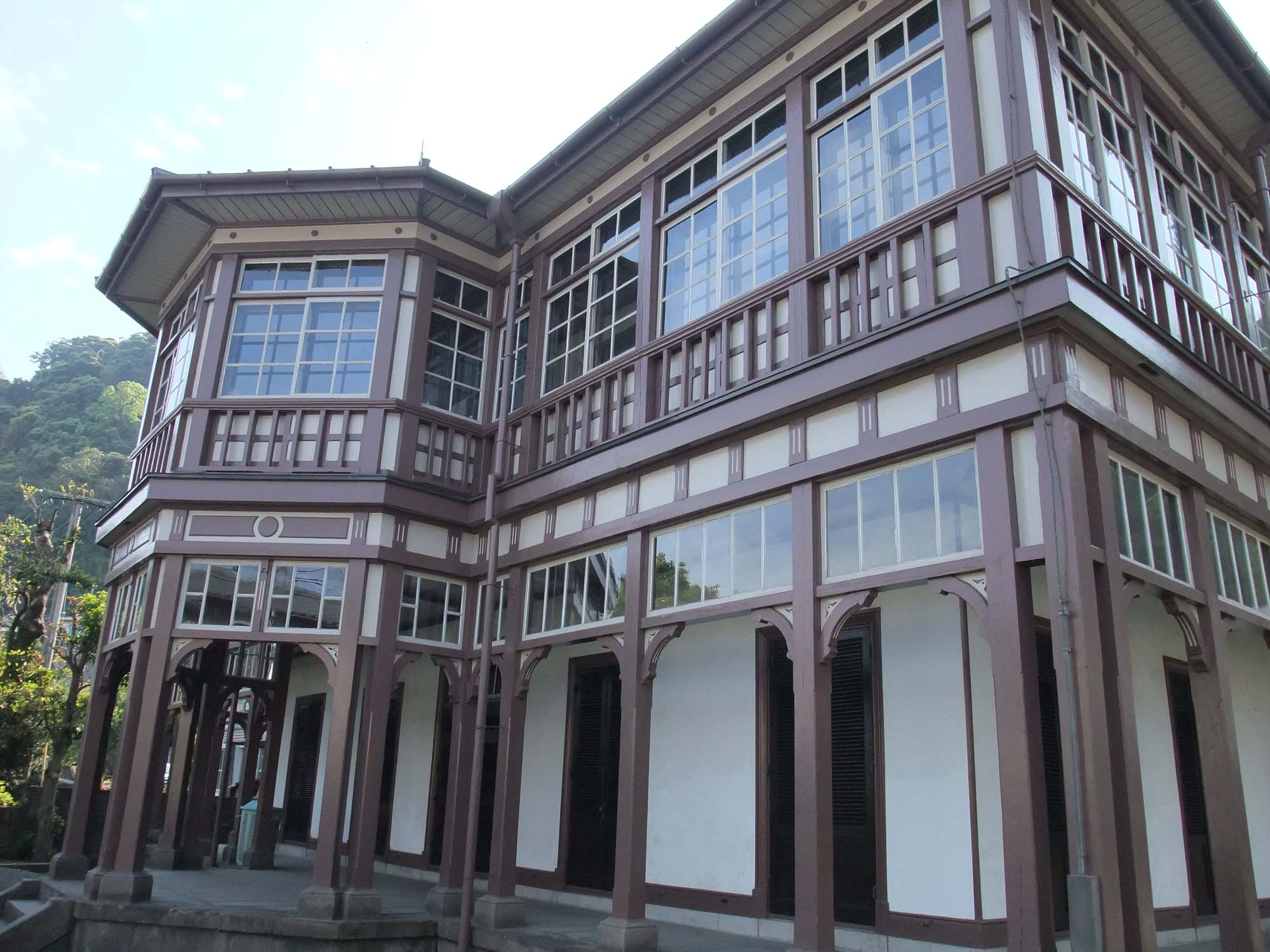
旧鹿児島紡績所技師館（通称：異人館）

旧鹿児島紡績所技師館（きゅうかごしまぼうせきじょぎしかん）は、鹿児島県鹿児島市吉野町にある鹿児島紡績所に招聘したイギリス人技師の住居として建築された技師館。通称「異人館」。1867年に建設された。
1959年（昭和34年）2月25日に国の史跡に指定され、1962年（昭和37年）6月21日に国の重要文化財（建造物）に指定された。2015年（平成27年）、第39回世界遺産委員会において、「明治日本の産業革命遺産 製鉄・製鋼、造船、石炭産業」の構成資産の一つである旧集成館を構成する施設として、世界文化遺産に登録された。
江戸時代末期の1867年（慶応3年）に建設された洋館であり、木造2階建て、屋根は方形造り、瓦葺で、壁は白ペンキ塗りであった。
1881年（明治14年）に鹿児島学校が当館を利用して開設されたが、交通不便な立地であったため、1882年（明治15年）に鹿児島城本丸跡に移築され、教室用に多少の改造が行われた。1884年（明治17年）に鹿児島学校が鹿児島県立中学造士館に移行した後も校舎の一部として利用されたが、1936年（昭和11年）の造士館校舎改築時に、記念建造物として保存するため、現在地に再移築された。
当初、銀座煉瓦街の設計などにもかかわったトーマス・ウォートルスの設計と見られていたが、ウォートルスは1866年から奄美大島で製糖工場の建設にあたっていたため、現在では紡績所に関係したイギリス人が設計・指導したと考えられている。
西洋建築の輸入当初に日本各地に建設された同様の建築物のうち、現存する2階建て住居としては最初期のもので、幕末における洋風化建築の進展を示す貴重な遺産として保存されている。

## 史跡
尚古集成館に近い跡地に記念碑が建立されている。